# 京都府道・兵庫県道703号永留豊岡線
京都府道・兵庫県道703号永留豊岡線（きょうとふどう・ひょうごけんどう703ごう ながどめとよおかせん）は、京都府京丹後市から兵庫県豊岡市に至る一般府県道である。

## 概要
京都府京丹後市久美浜町永留から兵庫県豊岡市今森に至る。

### 路線データ
- 起点：京都府京丹後市久美浜町永留（国道312号交点）
- 終点：兵庫県豊岡市今森（円山大橋東詰交差点、国道426号交点）

## 路線状況

### 重複区間
- 兵庫県道・京都府道706号町分久美浜線（京都府京丹後市久美浜町須田・市場口交差点 - 京丹後市久美浜町須田）
- 兵庫県道536号口小野庄境線（兵庫県豊岡市三宅 - 豊岡市大篠岡・大篠岡交差点）

## 地理

### 通過する自治体
- 京都府
  - 京丹後市
- 兵庫県
  - 豊岡市

### 交差する道路
| 交差する道路                                     | 都道府県名 | 市町村名 | 交差する場所 | 交差する場所              |
| ------------------------------------------------ | ---------- | -------- | ------------ | ------------------------- |
| 国道312号                                        | 京都府     | 京丹後市 | 久美浜町永留 | 起点                      |
| 京都府道669号芦原甲山線                          | 京都府     | 京丹後市 | 久美浜町芦原 | 芦原交差点                |
| 兵庫県道・京都府道706号町分久美浜線 重複区間起点 | 京都府     | 京丹後市 | 久美浜町須田 | 市場口交差点              |
| 兵庫県道・京都府道706号町分久美浜線 重複区間終点 | 京都府     | 京丹後市 | 久美浜町須田 |                           |
| 通行不能区間                                     |            |          |              |                           |
| 兵庫県道160号奥野コウノトリの郷停車場線          | 兵庫県     | 豊岡市   | 奥野         |                           |
| 兵庫県道536号口小野庄境線 重複区間起点           | 兵庫県     | 豊岡市   | 三宅         |                           |
| 兵庫県道536号口小野庄境線 重複区間終点           | 兵庫県     | 豊岡市   | 大篠岡       | 大篠岡交差点              |
| 国道426号                                        | 兵庫県     | 豊岡市   | 今森         | 円山大橋東詰交差点 / 終点 |

### 沿線
- 京丹後市立高龍小学校
- 須田郵便局
- 豊岡市立新田小学校
- 円山川